# Wawrzyniec Domański

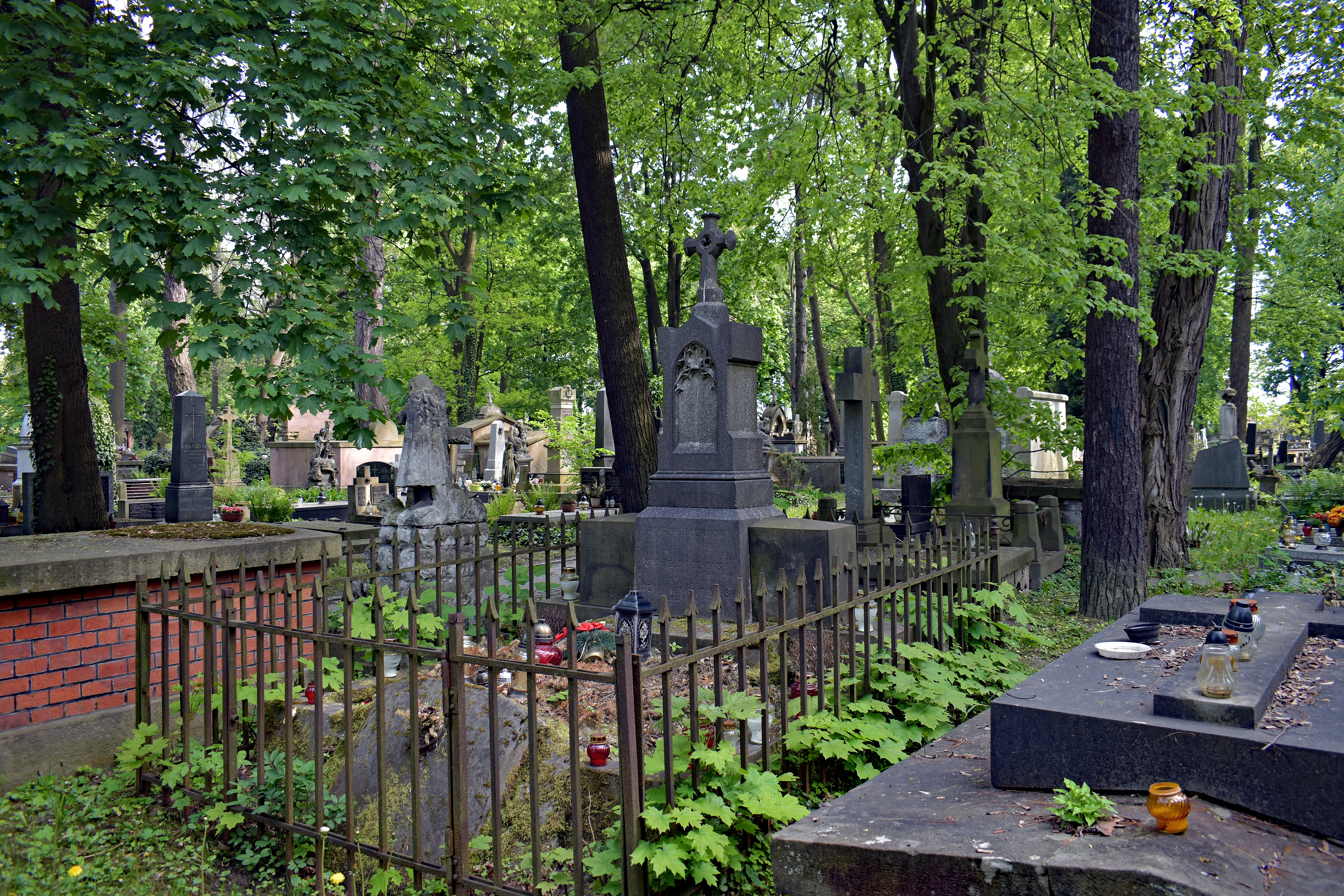
Cmentarz Rakowicki.
Grobowiec Domańskich.

Wawrzyniec Domański (ur. 10 sierpnia 1807 w Bodzentynie, zm. 3 grudnia 1860 w Krakowie) – polski lekarz weterynarii, profesor Uniwersytetu Jagiellońskiego.

## Życiorys
W 1822 rozpoczął naukę w krakowskim Gimnazjum św. Anny, gdzie po kilku latach uzyskał świadectwo dojrzałości. W 1831 ukończył kurs medycyny na Uniwersytecie Jagiellońskim, będąc jednocześnie (od 1830) adiunktem w katedrze chemii. Wkrótce wyjechał do Warszawy i w czasie powstania listopadowego był lekarzem-asystentem w szpitalu wojskowym w koszarach gwardii, za co umieszczono go na liście "nieprawomyślnych" wychodźców. Po powrocie do Krakowa 26 lutego 1833 rozpoczął przygotowania do uzyskania stopnia doktora medycyny i chirurgii na macierzystej uczelni; po złożeniu trzech rygorozów 28 kwietnia 1834 uzyskał dyplom na podstawie rozprawy De rachitide idem morbis vitisque ex eadem oriundis (Kraków 1834). Od roku akademickiego 1835/1836 był adiunktem w katedrze anatomii i fizjologii teoretycznej, prowadzonej przez prof. Antoniego Kozubowskiego.
W 1838 władze Republiki Krakowskiej skierowały go do Wiednia, gdzie Domański po dwóch latach uzyskał dyplom lekarza-weterynarza. W 1841 objął wydzieloną na Wydziale Lekarskim Uniwersytetu Jagiellońskiego katedrę weterynarii, przejmując przedmiot prowadzony wcześniej przez Józefa Majera; wykłady Domańskiego obejmowały wstęp do weterynarii, historię weterynarii, anatomię zwierząt z histologią i higieną, naukę o rasach, zoopatologię oraz zooterapię ogólną i szczegółową, zoochirurgię, farmakologię, naukę o chorobach stadnych i zaraźliwych, zagadnienia policji weterynaryjnej. Od 1845 był profesorem nadzwyczajnym, od 1855 (lub 1856) profesorem zwyczajnym. W 1855 zgłosił projekt powołania w Krakowie szkoły weterynaryjnej. Na Uniwersytecie wspierał starania prof. Józefa Dietla o przywrócenie języka polskiego jako wykładowego, występując przeciwko profesorom Antoniemu Brykowi i Václavowi Treitzowi.
Obok pracy na uczelni Domański wykonywał jednocześnie obowiązki weterynarza krajowego Wolnego Miasta Krakowa i okręgu. Ogłosił kilka prac z dziedziny weterynarii: O chorobach stadnych i zaraźliwych zwierząt domowych, Weterynaria na terenie Wolnego Miasta Krakowa. Zmarł 3 grudnia 1860 w Krakowie, pochowany został na cmentarzu Rakowickim. Jego epitafium znajduje się w kościele św. Anny w Krakowie.
Synem Wawrzyńca był Stanisław Domański (1844–1916), neurolog, również profesor Uniwersytetu Jagiellońskiego.